# Fríkes
Fríkes (en grec moderne : Φρίκες) est une localité côtière en Grèce, sur l'île d'Ithaque.

## Localisation
Fríkes est sur la côte est de l'île d'Ithaque, juste au début de la pointe nord de l'île, au fond d'une baie bien protégée,.

## Généralités
Son port a des liaisons avec Fiskardo sur Céphalonie, Poros (en), Vassiliki (en) et Nydrí sur Leucade, Astakós, Vathy sur Méganissi,.

## Administration
Administrativement, Fríkes fait partie de la municipalité d'Ithaque, unité régionale d'Ithaque, périphérie des îles ioniennes en Grèce occidentale.

## Population
Selon le recensement de la population de 2021, Fríkes possède 37 habitants.
| 1991 | 2001 | 2011 | 2021 |
| ---- | ---- | ---- | ---- |
| 42   | 50   | 94   | 37   |